# Drepanium cupressiforme
Drepanium cupressiforme là một loài Rêu trong họ Hypnaceae. Loài này được (Hedw.) G. Roth mô tả khoa học đầu tiên năm 1904.